# Epígino

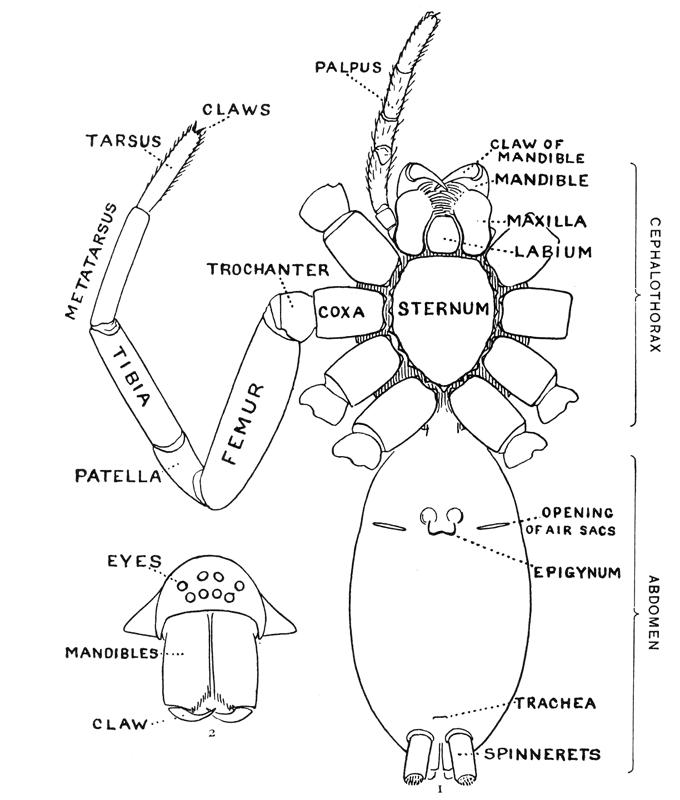
Anatomia externa de uma aranha, com indicação do epígino.

Anatomia interna de uma aranha, com o sistema reprodutivo (púrpura) atingindo o exosqueleto no epígino.

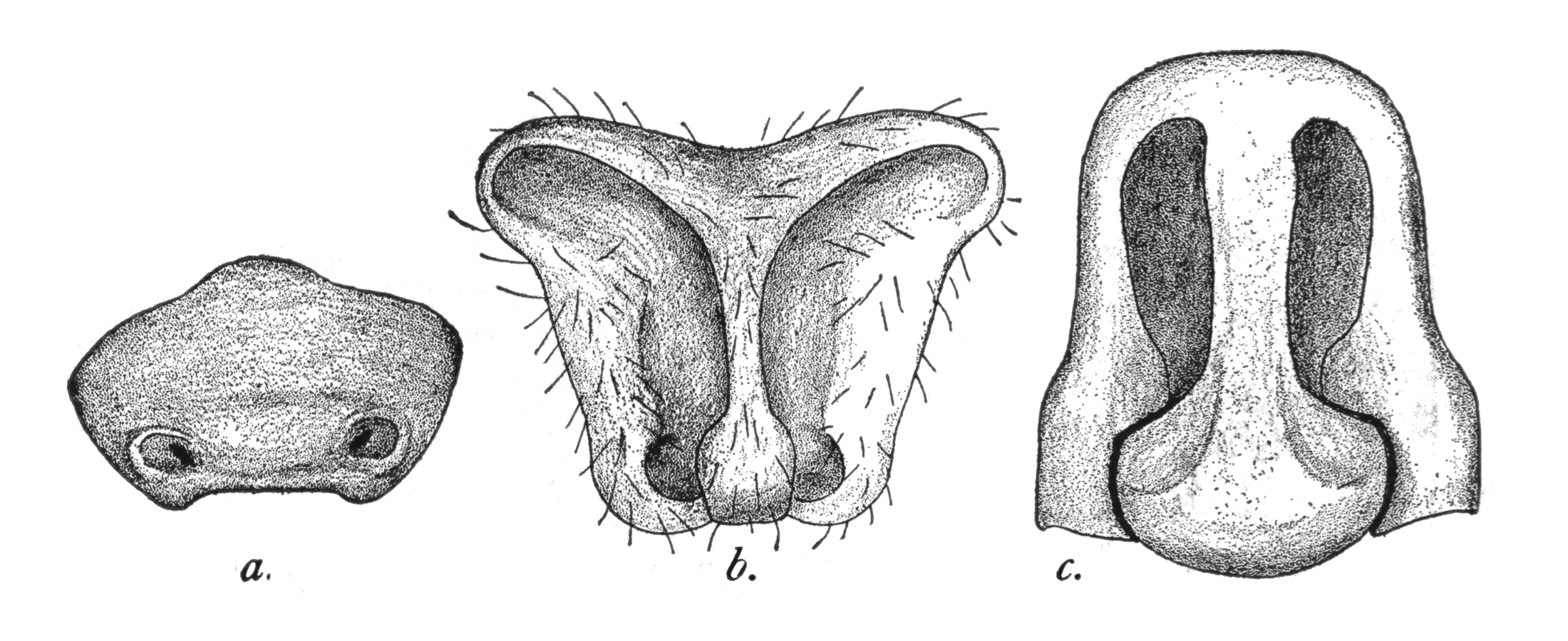
Três tipos diferentes de epígino: (a) Pirata montanus; (b) Trabeops aurantiacus; e (c) Geolycosa pikei.

Epígino (epigynum; do grego epí, «sobre» + gyné, «elemento feminino») é a estrutura genital externa das aranhas fêmeas, consistindo numa placa endurecida e ligeiramente elevada localizada em frente ao sulco epigástrico, na qual estão localizadas as aberturas dos receptáculos seminais.

## Descrição e função
O epígino consiste numa pequena porção endurecida do exosqueleto localizada na face inferior do abdómen, em frente ao sulco epigástrico, em geral encaixada entre as placas epigástricas.
O epígino cobre ou acompanha as aberturas da espermateca, as bolsas destinadas a receber e reter o esperma durante e após a cópula. Frequentemente, as aberturas da espermateca estão na face exterior do epígino, podendo ser facilmente vistas. A função secundária do epígino é ser o órgão ovipositor.
A forma e dimensões do epígino varia fortemente entre espécies, incluíndo entre espécies estreitamente aparentadas, fornecendo por vezes as mais seguras características diferenciadoras para a sua identificação.
A função primária do epígino é receber e encaminhar o pedipalpo do macho durante a cópula. As várias formas de epígino, específicas de cada espécie, estão directamente correlacionados, em cada caso, com as correspondentes diferenças específicas nas pedipalpos do macho. Esta especialização impede o acasalamento de indivíduos pertencentes a espécies diferentes.

## Forma
Um exemplo de um epígino comparativamente simples ocorre na espécie Pirata montanus, o qual consiste numa placa quase plana, com as aberturas da espermateca perto dos cantos posteriores laterais. Uma forma um pouco mais complexa é ilustrada pelo epígino da espécie Trabeops aurantiacus, que apresenta a placa enrugada no sentido longitudinal, com a área deprimida percorrida longitudinalmente por uma elevação em crista que divide a depressão em dois sulcos ou canais, cada um dos quais conduz à abertura da espermateca do lado correspondente. Esta crista é frequentemente designada por guia, pois a sua função parece claramente ser a de guiar o êmbolo do macho, controlando o seu curso e facilitando a sua entrada na espermateca.
Em muitos casos a extremidade posterior da guia estende-se lateralmente em cada lado. Essa extensão ocorre, embora de forma ligeira, no epígino das espécies do género Trabeops, mas mais acentuadamente em muitas espécies do género Geolycosa, onde as expansões laterais muitas vezes escondem as aberturas da espermateca. Um caso extremo de expansão ocorre no epígino de Geolycosa pikei.
Uma forma mais complexa de epígino é encontrado em aranhas do género Araneus, o qual inclui um apêndice, geralmente macio e flexível, denominado escapo ou ovipositor. Quando há um escapo bem desenvolvido, a ponta é geralmente em forma de colher. Esta parte do escapo é denominado coclear. A placa basal do epígino que liga ao escapo e que forma um pórtico ou tampa que cobre a abertura do oviduto é chamado o atriolum.
Uma forma ainda mais complexa de epígino ocorre nas famílias Linyphiidae e Araneidae, onde o ovipositor consiste em duas projecções em forma de dedo: o primeiro, o mais comum, o escapo,  surge a partir do atriolum e, consequentemente, em frente da abertura do oviduto; o segundo, inserido atrás da abertura do oviduto, denominado parmula. Cada uma destas projecções pode ter ranhuras no lado voltado para o oviduto, formando um tubo.

## Referências

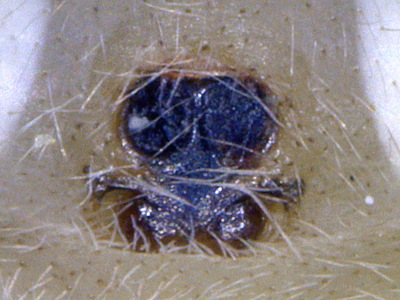
Thiodina sylvana
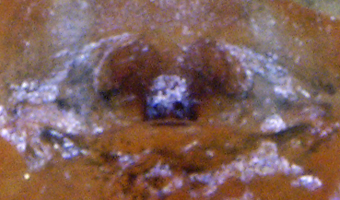
Theridula emertoni
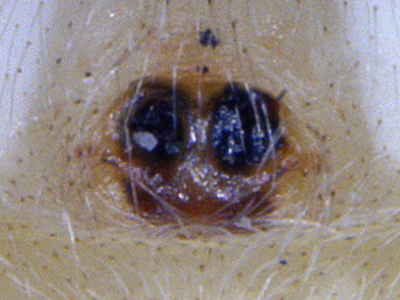
Thiodina puerpera
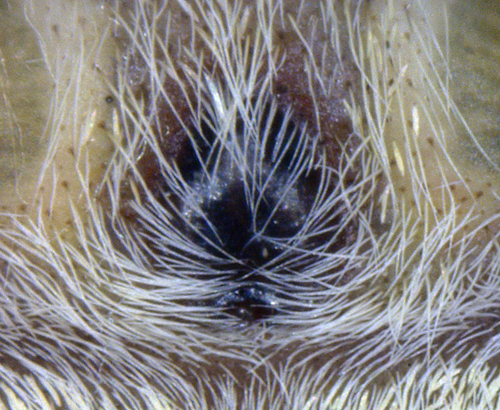
Phidippus clarus
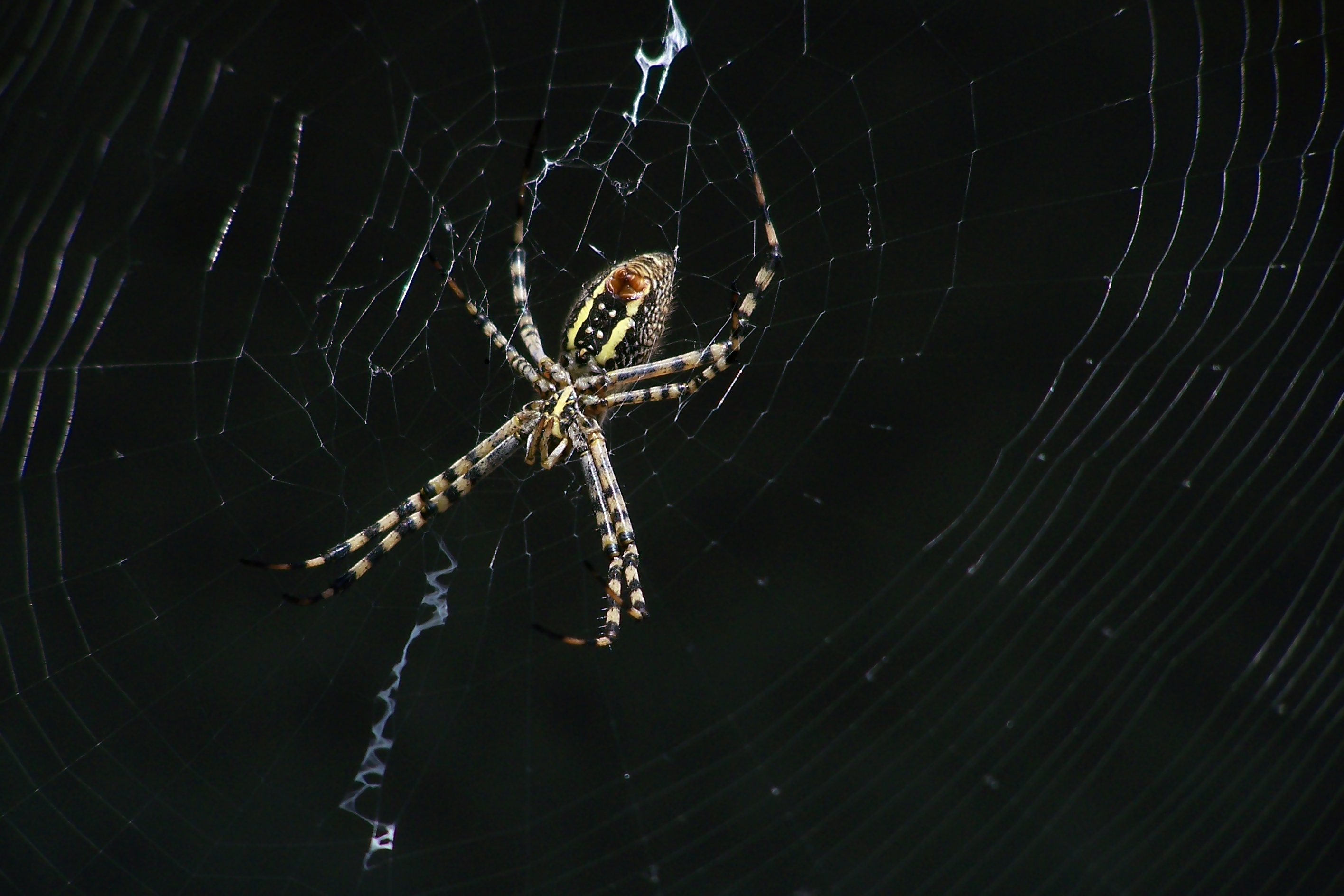
Argiope trisfaciata
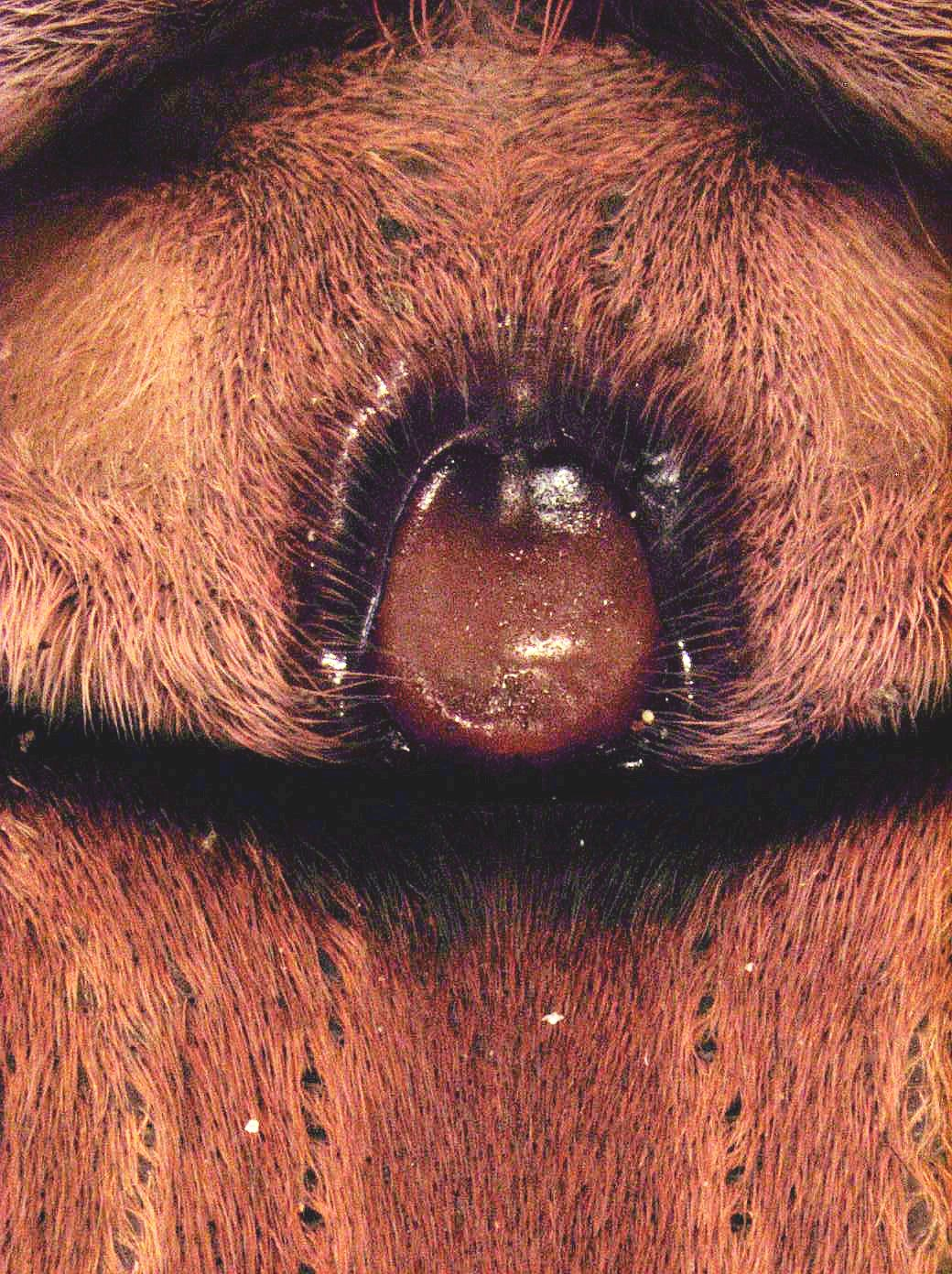
Isopeda sp., prov. Isopeda villosa